# Трутовик зимний
Трутови́к зи́мний (лат. Lentínus brumális) — вид грибов, относящийся к семейству Полипоровые (Polyporaceae).
Синонимы:
- Boletus brumalis Pers., 1794
- Boletus brumalis var. brumalis Pers., 1794
- Boletus brumalis var. fasciculatus (Schrad. ex J.F. Gmel.) Pers., 1801
- Boletus ciliatus Hornem., 1806
- Boletus fasciculatus Schrad., 1792
- Boletus fuscidulus Schrad., 1792
- Boletus hypocrateriformis Schrank, 1789
- Boletus umbilicatus Schrank, 1789
- Favolus apiahynus Speg., 1919
- Leucoporus brumalis (Pers.) Sacc. ex Trotter, 1972
- Leucoporus brumalis (Pers.) Speg., 1926
- Leucoporus vernalis (Fr.) Pat., 1900
- Microporus substriatus (Rostk.) Kuntze, 1898
- Polyporellus brumalis (Pers.) P. Karst., 1880
- Polyporellus fuscidulus (Schrad.) P. Karst., 1880
- Polyporus brumalis f. subarcularius Donk, 1933
- Polyporus cyathoides Quél., 1872
- Polyporus fuscidulus (Schrad.) Fr., 1838
- Polyporus luridus Berk. & M.A. Curtis, 1872
- Polyporus nanus F. Brig., 1840
- Polyporus pauperculus Speg., 1889
- Polyporus subarcularius (Donk) Bondartsev, 1953
- Polyporus substriatus Rostk., 1838
- Polyporus trachypus Rostk., 1848
- Polyporus tucumanensis Speg., 1898
- Polystictus substriatus (Rostk.) Cooke, 1886

## Описание

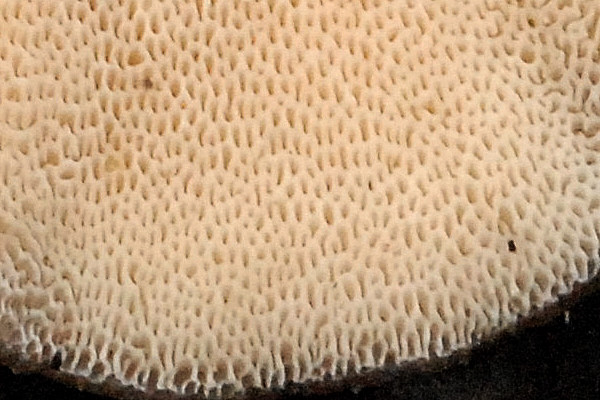
Гименофор

Шляпка серо-коричневая, округлой формы, с вдавленным центром и подвернутым бахромчатым краем. Трубчатый слой высотой 2 мм, с округлыми или удлиненными порами белого или кремового цвета. Ножка бархатистая, коричневатая, с утолщенным дисковидным основанием. Мякоть белая, жесткая. Споровый порошок белый.

## Сходные виды
Другие трутовики.